# Recea (okręg Marmarosz)
Recea – wieś w Rumunii, w okręgu Marmarosz, w gminie Recea. W 2011 roku liczyła 1187 mieszkańców.